# Nangam
Nangam fou un estat tributari protegit del grup de Sankhera Mehwas a l'agència de Rewa Kantha, presidència de Bombai. Tenia una superfície d'uns 8 km² amb tres pobles regits per quatre tributaris separats amb títol de thakur. Els ingressos estimats el 1882 eren de 217 lliures i el tribut de 129 lliures es pagava al Gaikwar de Baroda. Els tahkurs eren relativament pobres, de manera similar a altres caps de família del territori. La majoria de la població era bhil.